# Division 1 Féminine 2013/14
Die Saison 2013/14 der Division 1 Féminine war die 40. Ausspielung der französischen Frauenfußballmeisterschaft seit der offiziellen Anerkennung des Frauenfußballs durch die FFF, den Fußballverband Frankreichs, im Jahr 1970 und der ersten Austragung in der Saison 1974/75. Die Division 1 Féminine genannte Spielklasse wird im reinen Ligamodus in einer aus einer einzigen Gruppe bestehenden, zwölf Teams umfassenden, landesweiten höchsten Liga ausgetragen.
Erster Spieltag war der 1. September 2013; die Saison endete am 1. Juni 2014.
Der alte wurde auch der neue Meister, da den Frauen von Olympique Lyon wie in der Vorsaison der Titel nicht zu nehmen war. Dies war Olympiques achte französische Meisterschaft in Serie.

## Qualifikation und Austragungsmodus
Für die Teilnahmeberechtigung wurde ausschließlich das Abschneiden der Frauschaften in der Vorsaison berücksichtigt; qualifiziert waren die neun bestplatzierten Teams der Vorsaison sowie drei Aufsteiger, die jeweils ihre Gruppe der Division 2 Féminine als Tabellenerste beendet hatten. Somit starteten folgende zwölf Teilnehmer in diese Saison:
- aus dem Norden: Arras FCF, Aufsteiger FCF Hénin-Beaumont, Juvisy FCF, Paris Saint-Germain
- aus dem Westen: EA Guingamp, Aufsteiger ASJ Soyaux
- aus dem Süden: Titelverteidiger Olympique Lyon, HSC Montpellier, AF Rodez, AS Saint-Étienne, Aufsteiger AS Muret, FF Yzeure Allier Auvergne

Die Meisterschaft wurde in einer doppelten Punkterunde ausgespielt, in der jeder Teilnehmer in Heim- und Auswärtsspiel gegen jeden anderen antrat. Es galt die auch im französischen Amateurfußball bis ins 21. Jahrhundert hinein übliche „modifizierte Drei-Punkte-Regel“ mit vier Punkten für einen Sieg, zwei für ein Unentschieden und einem für eine auf dem Spielfeld errungene Niederlage; bei Punktgleichheit gab zunächst der direkte Vergleich und bei Erforderlichkeit anschließend die bessere Gesamt-Tordifferenz, falls auch dann noch Gleichheit besteht, gegebenenfalls die höhere Zahl erzielter Treffer den Ausschlag. Am Ende der Saison mussten die drei Tabellenletzten absteigen, die für die kommende Spielzeit durch drei Aufsteiger – die Siegerinnen der drei Gruppen der zweiten Division – ersetzt wurden.
Die französischen Meisterinnen sowie die Zweitplatzierten der Division 1 Féminine qualifizierten sich für den Frauen-Europapokalwettbewerb der folgenden Spielzeit.

## Ergebnisse, Tabelle und Saisonverlauf
|                       | FCF Arr | EA Gui | FCF H-B | FCF Juv | Oly Lyo | HSC Mon | AS Mur | SG Par | AF Rod | AS StÉ | ASJ Soy | FFA Yze |
| Arras FCF             |         | 0:0    | 0:1     | 2:3     | 2:11    | 1:3     | 2:2    | 1:6    | 1:0    | 1:0    | 3:0     | 2:0     |
| En Avant Guingamp     | 3:2     |        | 4:1     | 2:6     | 1:5     | 1:2     | 5:1    | 0:6    | 0:0    | 0:3    | 1:0     | 1:1     |
| FCF Hénin-Beaum.      | 2:2     | 1:1    |         | 2:4     | 0:4     | 0:3     | 7:0    | 0:1    | 0:4    | 0:3    | 1:1     | 3:0     |
| Juvisy FCF            | 2:0     | 2:1    | 3:0     |         | 0:4     | 2:1     | 4:0    | 2:2    | 3:1    | 2:1    | 1:2     | 1:0     |
| Olympique Lyon        | 3:2     | 5:0    | 7:0     | 3:0     |         | 2:1     | 10:1   | 0:1    | 4:0    | 4:1    | 5:0     | 1:0     |
| HSC Montpellier       | 7:1     | 2:0    | 4:0     | 1:2     | 1:4     |         | 5:0    | 1:2    | 8:1    | 3:1    | 2:0     | 4:0     |
| AS Muret              | 0:1     | 0:3    | 1:5     | 0:10    | 0:7     | 0:6     |        | 0:9    | 1:6    | 0:4    | 1:7     | 0:3     |
| Paris Saint-Germain   | 3:0     | 4:0    | 11:0    | 0:1     | 0:3     | 2:0     | 4:0    |        | 7:0    | 5:0    | 6:0     | 4:0     |
| AF Rodez              | 1:2     | 0:0    | 1:1     | 1:6     | 1:2     | 0:2     | 2:0    | 0:3    |        | 1:1    | 1:1     | 2:0     |
| AS Saint-Étienne      | 1:1     | 1:1    | 0:0     | 0:3 a   | 1:5     | 1:1     | 2:0    | 0:0    | 0:2    |        | 1:2     | 0:2     |
| ASJ Soyaux            | 5:0     | 0:1    | 1:1     | 1:4     | 0:5     | 0:7     | 4:1    | 2:3    | 3:2    | 0:1    |         | 1:0     |
| FF Yzeure Allier Auv. | 3:1     | 1:4    | 1:2     | 0:3     | 0:1     | 0:3     | 3:0    | 0:2    | 1:3    | 2:1    | 2:2     |         |

| Pl. | Frauschaft             | Sp | G  | U | V  | Tore   | Diff. | Pkte. |
| --- | ---------------------- | -- | -- | - | -- | ------ | ----- | ----- |
| 1.  | Olympique Lyon (TV)    | 22 | 21 | 0 | 1  | 95:12  |       | 85    |
| 2.  | Paris Saint-Germain    | 22 | 18 | 2 | 2  | 81:10  |       | 78    |
| 3.  | Juvisy FCF             | 22 | 18 | 1 | 3  | 64:24  |       | 77    |
| 4.  | HSC Montpellier        | 22 | 15 | 1 | 6  | 67:20  |       | 68    |
| 5.  | EA Guingamp            | 22 | 7  | 6 | 9  | 29:43  |       | 49    |
| 6.  | ASJ Soyaux (N)         | 22 | 7  | 4 | 11 | 32:49  |       | 47    |
| 7.  | AF Rodez               | 22 | 6  | 5 | 11 | 29:46  |       | 45    |
| 8.  | Arras FCF              | 22 | 6  | 4 | 12 | 27:56  |       | 44    |
| 9.  | AS Saint-Étienne       | 22 | 5  | 6 | 11 | 23:35  | −12 b | 43    |
| 10. | FCF Hénin-Beaumt. (N)  | 22 | 5  | 6 | 11 | 27:56  | −29 b | 43    |
| 11. | Yzeure Allier Auvergne | 22 | 5  | 2 | 15 | 19:41  |       | 39    |
| 12. | AS Muret (N)           | 22 | 0  | 1 | 21 | 08:109 |       | 20 c  |

Wie schon zwölf Monate zuvor begonnen, versuchte Serienmeister Lyon, seinen Saisonetat weiter zu reduzieren; dazu setzte Olympique auf die eigene Jugend, verpflichtete von außen lediglich Saki Kumagai und Mélissa Plaza, gab Céline Deville (an Juvisy) beziehungsweise Laura Georges (an Paris) ab und verlängerte zudem die Verträge von Sonia Bompastor (die daraufhin ihre Spielerinnenkarriere beendete, aber weiterhin für OL tätig ist), Shinobu Ōno und Ami Ōtaki nicht. Die Vorjahres-Zweiten aus der Hauptstadt hingegen setzten ihre 2012 begonnene sportliche „Aufrüstung“ fort: mit Marie-Laure Delie kam die französische Nationaltorjägerin aus Montpellier, dazu die routinierte Innenverteidigerin Laura Georges von Lyon und mit Léa Declercq aus Hénin-Beaumont ein 18-jähriges Sturmtalent, die 2012 U-17-Weltmeisterin wurde. Beim Rückrunden-Aufeinandertreffen dieser beiden Frauschaften am 18. Januar 2014 setzte PSG sich in Lyon mit 1:0 durch; dies war Olympiques erste Niederlage in einem Punktspiel der ersten Division seit fast vier Jahren (März 2010 0:2 in Juvisy). Das Tor des Tages schoss ausgerechnet Laura Georges.
Juvisy, der einzige reine Frauenverein in Frankreichs führendem Vereinsquartett, konnte damit finanziell erwartungsgemäß nicht mithalten, verpflichtete aber immerhin mit Céline Deville die zweite Nationaltorhüterin sowie mit Alexandra Guiné von ESOF La Roche, Lilas Traïkia vom FC Toulouse und der Frankfurt-Rückkehrerin Sandrine Brétigny drei erstligaerfahrene, offensive Spielerinnen.
Nach dem 18. Spieltag stand Aufsteiger Muret rechnerisch als erster Rückkehrer in die Division 2 fest, Yzeure drei Runden später. Erst am letzten Spieltag fielen die Entscheidungen über den dritten Absteiger sowie darüber, wer Frankreich neben Meister Lyon im Europapokal vertreten würde. Letzteres gelang den Pariserinnen mit einem Zähler Vorsprung, den sie am 21. Spieltag beim direkten Verfolgerduell in Juvisy durch ein Unentschieden verteidigt hatten. In der unteren Tabellenregion hingegen rettete sich schließlich Saint-Étienne, das sich trotz seiner Heimschwäche während der gesamten Saison gegen Montpellier einen Punkt sicherte, während Hénin-Beaumont in Lyon chancenlos war. Zwischen diesen beiden punktgleichen Frauschaften gab am Ende der direkte Vergleich den Ausschlag.
Murets 109 Gegentreffer bedeuteten einen neuen Negativrekord seit der 2002 erfolgten Umbenennung der Liga in Division 1, der bis dahin bei 81 gegnerischen Toren gelegen hatte. Und seit Einführung der Liga mit 12 Teilnehmern (1992) hatte nur ein Team in Frankreichs höchster Spielklasse mehr Tore als Muret kassieren müssen – das war der SC Caluire Saint-Clair in der Saison 2001/02 mit 113.
Das Mittelfeld, dessen Teams über die gesamte Saison weder etwas mit dem Meisterschaftsrennen noch mit dem Abstiegskampf zu tun hatten, bildeten mit Montpellier, Guingamp und Neuling Soyaux lediglich drei Erstligisten.
Zur folgenden Saison steigen aus der Division 2 Féminine die ASPTT Albi, FF Issy und der FC Metz auf. Letzterer hat die Frauenabteilung der AS Algrange aufge- und deren Ligalizenz übernommen, nachdem die Frauen aus dem Norden Lothringens als Zweitliga-Gruppensieger und Aufsteiger festgestanden hatten.

## Die Spielerinnen des Meisters
Trainer Patrice Lair, dessen Position nach dieser Spielzeit Gérard Prêcheur einnehmen wird, hatte folgende Fußballerinnen in seinem Saisonkader (in Klammern die jeweilige Zahl der Punktspieleinsätze):
- Tor: Sarah Bouhaddi (20), Cindy Perrault (0), Pauline Peyraud-Magnin (3)
- Abwehr: Saki Kumagai (19), Corine Petit (15), Mélissa Plaza (14), Wendie Renard (19), Sabrina Viguier (9)
- Mittelfeld: Camille Abily (19), Élise Bussaglia (21), Lara Dickenmann (21), Amandine Henry (20), Amel Majri (11), Louisa Nécib (21), Ève Périsset (6), Megan Rapinoe (8), Mylaine Tarrieu (0), Makan Mouchou Traoré (3)
- Angriff: Eugénie Le Sommer (19), Lotta Schelin (18), Élodie Thomis (20), Laëtitia Tonazzi (21)

Viguier und Rapinoe haben den Verein während der Saison verlassen.
Olympiques 95 Treffer erzielten: Le Sommer, Tonazzi je 15, Abily 13, Schelin 12, Dickenmann 8, Renard 7, Bussaglia, Nécib je 4, Kumagai, Henry, Rapinoe, Thomis je 3, Petit 1. Dazu kamen vier gegnerische Eigentore.

## Erfolgreichste Torschützinnen
Die aktuell besten Torjägerinnen der Nationalelf Frankreichs lieferten sich auch in der Division 1 ein Kopf-an-Kopf-Rennen, das Juvisys Gaëtane Thiney erst am letzten Spieltag dank dreier Treffer gegenüber Marie-Laure Delie, die „nur“ zweimal einnetzte, für sich entschied. Insgesamt erzielten die meisten Punktspieltore:
| Pl. | Name               | Team        | Tore |
| --- | ------------------ | ----------- | ---- |
| 1.  | Gaëtane Thiney     | Juvisy      | 25   |
| 2.  | Marie-Laure Delie  | Paris       | 24   |
| 3.  | Josefine Öqvist    | Montpellier | 18   |
| 4.  | Eugénie Le Sommer  | Lyon        | 15   |
|     | Laëtitia Tonazzi   | Lyon        | 15   |
| 6.  | Lindsey Horan      | Paris       | 14   |
| 7.  | Camille Abily      | Lyon        | 13   |
| 8.  | Lotta Schelin      | Lyon        | 12   |
| 9.  | Sandrine Brétigny  | Juvisy      | 10   |
|     | Rumi Utsugi        | Montpellier | 10   |
| 11. | Viviane Asseyi     | Montpellier | 9    |
|     | Camille Catala     | Juvisy      | 9    |
|     | Anaïs Ribeyra      | Rodez       | 9    |
| 14. | Laura Bourgouin    | Soyaux      | 8    |
|     | Linda Bresonik     | Paris       | 8    |
|     | Lara Dickenmann    | Lyon        | 8    |
|     | Gwendoline Djebbar | Soyaux      | 8    |
| 18. | Kosovare Asllani   | Paris       | 7    |
|     | Ludivine Bultel    | Arras       | 7    |
|     | Marina Makanza     | Montpellier | 7    |
|     | Wendie Renard      | Lyon        | 7    |